# Adelphomyia biacus
Adelphomyia biacus är en tvåvingeart som först beskrevs av Alexander 1954.  Adelphomyia biacus ingår i släktet Adelphomyia och familjen småharkrankar. Inga underarter finns listade i Catalogue of Life.